# Edith Penrose
Edith Elura Penrose, geborene Tilton (* 15. November 1914 in Los Angeles, Kalifornien; † 11. Oktober 1996 in Waterbeach, Cambridgeshire, Großbritannien), war eine amerikanisch-britische Ökonomin. Ihr Hauptwerk ist The Theory of the Growth of the Firm von 1959.

## Leben
Penrose begann ihr Studium zunächst an ihrem Geburtsort Los Angeles. Sie wechselte nach Baltimore, wo sie an der Johns Hopkins University bei Fritz Machlup ihren Master und ihren Ph.D. machte. Ihre Dissertation war eine Studie zum Wachstum der Hercules Powder Company. Nach Aufenthalten in Genf, Toronto und London kehrte Penrose 1950 für die nächsten 10 Jahre an die Universität nach Baltimore zurück. Im Zuge der McCarthy-Ära musste sie mit ihrem zweiten Mann mehr oder weniger freiwillig das Land wegen „unamerikanischer Umtriebe“ verlassen. Nach Aufenthalten in Australien – Guggenheim Fellowship an der Australian National University in Canberra – und an der Universität Bagdad kam sie 1960 nach London, wo sie für die nächsten 20 Jahre blieb.
Zunächst hälftig an der LSE und der SOAS tätig, wurde sie 1964 Professor für Ökonomie mit Schwerpunkt Asien an der SOAS. Diesen Lehrstuhl hatte sie bis 1978 inne. Von 1977 bis 1984 war sie am INSEAD tätig, die letzten beiden Jahre nach ihrer Emeritierung 1982 als Associate Dean.
Penrose heiratete 1934 sehr jung David Denhardt, der aber schon 1938 starb. Mit ihm hatte sie einen Sohn. Während ihrer Zeit an der Johns-Hopkins-Universität lernte sie Ernest Penrose kennen, der dort einen Wirtschaftslehrstuhl innehatte und den sie 1944 heiratete. Sie arbeitete mit ihm zusammen für das International Labor Office in Genf und Toronto und als Berater für den amerikanischen Botschafter in London, John Winant. Mit Penrose, der 1984 starb, hatte Edith Penrose drei weitere Söhne.
Penrose erhielt Ehrendoktorwürden von den Universitäten Uppsala und Helsinki. Sie war Mitglied des „Economic Committee“ des Economic and Social Research Council (ESRC) von 1970 bis 1976, des Councils der Royal Economic Society von 1975 bis 1980, Direktor der Commonwealth Development Corporation von 1975 bis 1978 und Mitglied des Overseas Development Institute (ODI) von 1992 bis 1994.

## The Theory of the Growth of the Firm

### Wesentliche Aussagen
Ein Unternehmen ist im Modell von Penrose ein Bündel von physischen und immateriellen Ressourcen. Das Management eines solchen Unternehmens kann also gleichgesetzt werden mit dem Management dieses Ressourcenbündels.
Eine Ressource, selbst wenn es sich um dieselbe Ressource handelt, ist für zwei Unternehmen nicht dasselbe. Unterschiede zwischen zwei Unternehmen beruhen also einerseits auf unterschiedlichen Ressourcen, andererseits aber auf den Unterschieden in den productive services, die die Firmen mit diesen Ressourcen unternehmen. Productive services sind dabei alle Leistungen, die für das Produkt des Unternehmens direkt (zum Beispiel Herstellung oder Leistung) oder indirekt (zum Beispiel F&E, interne Services) zu erbringen sind.
Die productive services eines Unternehmens beruhend auf seinen spezifischen Ressourcen sind im spezifischen Kontext einzigartig, zum einen weil sie intrinsisch einzigartig sind (zum Beispiel Mitarbeiter), zum anderen weil sie nur im jeweils spezifischen Kontext erzeugt werden können.
Die Ressourcen eines Unternehmens zur Erzeugung von productive services sind aber niemals vollständig ausgelastet, da sie naturgemäß nur diskret und unteilbar vorhanden sind. Aus vorhandenen Ressourcen werden kontinuierlich neue Ressourcen generiert, neue productive services ersonnen, da mehr Wissen mehr Ressourcen ergibt und damit neue Services, die wiederum zu erhöhtem Wissen führen.
Wachstum des Unternehmens entsteht, in dem bisher ungenutzte Ressourcen des Unternehmens produktiv gemacht werden. Aus der spezifischen Art der Ressourcen ergibt sich auch die Richtung des Wachstums.

“Unused productive services are, for the enterprising firm, at the same time a challenge to innovate, an incentive to expand, and a source of competitive advantage. They facilitate the
introduction of new combinations of resources - innovation - within the firm. The new
combinations may be combinations of services for the production of new products, new processes for the production of old products, new organization of administrative functions.”

Die Management-Aufgabe zum Wachstum eines Unternehmens besteht im Ausnutzen ungenutzter Ressourcen und dem Auffinden und der Integration neuer Ressourcen (insbesondere auch im Falle von M&A). Da auch die Management-Ressource eine spezifische Ressource ist und Management ein spezifischer productive service, limitiert die vorhandene Management-Ressource das Wachstum des Unternehmens. Daher ist davon auszugehen, dass Unternehmen nicht mehrere Perioden beschleunigten Wachstums nacheinander realisieren können. Dies wird als Penrose-Effect bezeichnet und wurde bereits in empirischen Studien untersucht.

### Rezeption
Praktisch alle Schulen des Resource-based View zitieren Penrose als ihren Ausgangspunkt. Im engeren Sinne auf ihrem Ansatz aufbauend sind die Ideen zur Nutzung von intangible assets (in der Bilanz ansatzweise als Immaterieller Vermögensgegenstand zu finden) von Itami und Roehl (1987), die Kernkompetenzen-Theorie von Hamel und Prahalad (1990/94) und der Knowledge-based View (zum Beispiel Spender 1994) und daraus folgend Anforderungen an Wissensorganisation und Wissensmanagement (Nonaka und Takeuchi 1995).

## Werke
- The Economics of the International Patent System. Johns Hopkins Press, Baltimore 1951, ISBN 0-8371-6653-5.
- The Theory of the Growth of the Firm. John Wiley and Sons, New York 1959, ISBN 978-0-19-828977-7.
- The Growth of the Firm - A Case Study: The Hercules Powder Company. In: Business History Review. Volume 34, Frühjahr 1960, S. 1–23. (Veröffentlichung der Dissertation)
- The Large International Firm in Developing Countries: The International Petroleum Industry. Allen & Unwin, London 1968, ISBN 0-8371-8850-4.
- mit Peter Lyon u. a.: New Orientations: Essays in International Relations. Frank Cass & Co., 1970, ISBN 0-7146-2593-0.
- mit Ernest Penrose: Iraq: International Relations and National Development. Westview Press, Boulder 1978, ISBN 0-89158-804-3.

## Einzelbelege
1. ↑  E. Penrose: The Theory of the Growth of the Firm. New York, John Wiley and Sons, 1959, S. 5.
2. ↑  E. Penrose: The Theory of the Growth of the Firm. 1959, S. 25.
3. ↑  E. Penrose: The Theory of the Growth of the Firm. 1959, S. 75–76.
4. ↑  E. Penrose: The Theory of the Growth of the Firm. 1959, S. 85–86.
5. ↑  E. Penrose: The Theory of the Growth of the Firm. 1959, S. 85.
6. ↑  Danchi Tan, Joseph T. Mahoney: Examining the Penrose effect in an international business context: the dynamics of Japanese firm growth in US industries. In: Managerial and Decision Economics. Band 26, Nr. 2, März 2005, ISSN 0143-6570, S. 113–127, doi:10.1002/mde.1212 (englisch, illinois.edu [PDF; 173 kB; abgerufen am 6. Dezember 2022]).
7. ↑  H. Itami, T. Roehl: Mobilizing invisible assets. Harvard University Press, Cambridge, MA 1987.
8. ↑  G. Hamel, C. K. Prahalad: Competing for the future. Harvard Business School Press, Boston 1994.
9. ↑  I. Nonaka, H. Takeuchi: The knowledge creating company: How Japanese companies create the dynamics of innovation. Oxford University Press, New York 1995.
J. C. Spender: Organizational knowledge, collective practice and Penrose rents. In: International Business Review. Volume 3, 1994, S. 353–367.